# Kurt Roeck-Hansen
Kurt Roeck-Hansen, född 7 augusti 1889 i Stockholm, död där 19 december 1966, var en svensk tidningsman.
Kurt Roeck-Hansen var son till grosshandlaren Hans Friedrich Hansen och bror till skådespelaren Harry Roeck-Hansen. Han avlade studentexamen i Stockholm 1910 och studerade vid Stockholms högskola 1910–1914. Efter anställning i statstjänst knöts han 1920 som ombudsman till Svenska tidningsutgivareföreningen (T. U.) i Stockholm och erhöll samtidigt samma befattning i dess A-sektion (från 1925 Tidningarnas arbetsgivareförening, T.A.). 1922–1945 var han VD i Svenska tidningsutgivareföreningen. I anslutning till den posten kom han att erhålla flera förtroendeuppdrag. Roeck-Hansen var sekreterare i Pressens förtroenderåd 1920–1923, sekreterare och ombudsman i Stockholmspressens ekonomiska förening 1920–1925, ledamot av Svenska tidningsutgivareföreningens styrelse 1927–1945 och av Tidningarnas arbetsgivareförenings styrelse 1928-1945 samt ledamot av Pressens samarbetsnämnd 1932–1945 och av Nordiska tidningsutgivares samarbetsnämnd 1935–1945 (ordförande där 1935–1937). Roeck-Hansen tillhörde styrelsen för Svenska pressbyrån 1928–1946 och styrelsen för Pressbyråns intressenter 1940–1946. Han var revisor i AB Radiotjänst 1924–1946. Roeck-Hansen som var intresserad seglare, var styrelseledamot i KSSS 1925–1932, och från 1938 var han ordförande och verkställande ledamot i dess restaurangbolag. Han är begravd på Värmdö kyrkogård.